# Tham Non
Tham Non är en grotta i Laos.   Den ligger i provinsen Khammuan, i den centrala delen av landet, 250 km öster om huvudstaden Vientiane. Tham Non ligger 181 meter över havet.
Terrängen runt Tham Non är kuperad åt nordost, men åt sydväst är den platt. Runt Tham Non är det ganska tätbefolkat, med 96 invånare per kvadratkilometer. Närmaste större samhälle är Thakhèk, 8,4 km väster om Tham Non. I omgivningarna runt Tham Non växer i huvudsak städsegrön lövskog.